# Pseudobalbillus tshuapa
Pseudobalbillus tshuapa är en insektsart som beskrevs av Rauno E. Linnavuori 1979. Pseudobalbillus tshuapa ingår i släktet Pseudobalbillus och familjen dvärgstritar. Inga underarter finns listade i Catalogue of Life.